# Record du monde du 200 mètres
Pour un article plus général, voir Records du monde d'athlétisme.
Les records du monde du 200 mètres sont actuellement détenus par le Jamaïcain Usain Bolt avec le temps de 19 s 19, établi le 20 août 2009 en finale des championnats du monde, à Berlin en Allemagne, et par l'Américaine Florence Griffith-Joyner, créditée de 21 s 34 le 29 septembre 1988 en finale des Jeux olympiques, à Séoul, en Corée du Sud.
Le premier record du monde du 200 m homologué par World Athletics est celui de l'Américain Andy Stanfield en 1951 avec le temps de 20 s 6. L'Américain Tommie Smith, qui est le premier athlète à franchir la barrière des vingt secondes, est le premier détenteur du record du monde mesuré au chronométrage électronique avec 19 s 83, en 1968. Trois athlètes seulement lui succèdent, l'Italien Pietro Mennea, détenteur du record de 1979 à 1996, l'Américain Michael Johnson, détenteur du record de 1996 à 2008, et Usain Bolt.
Le premier record mondial féminin, régi alors par la Fédération sportive féminine internationale, est établi dès 1922 par la Britannique Alice Cast avec 27 s 8. L'Américaine Wilma Rudolph est la première athlète à descendre sous les 23 secondes (en 1960), l'allemande Marita Koch étant la première à courir en moins de 22 secondes (en 1979).
Les records du monde en salle du 200 m appartiennent au Namibien Frank Fredericks (19 s 92 le 18 février 1996 à Liévin) et à la Jamaïcaine Merlene Ottey (21 s 87 le 13 février 1993 à Liévin).

## Record du monde masculin

### Premiers records
Le premier record du monde du 200 mètres officiellement reconnu par l'Association internationale des fédérations d'athlétisme (IAAF) est celui de l'Américain Andy Stanfield qui établit le temps de 20 s 6 sur 200 m dans une course disputée sur la distance de 220 yards (201,168 m), le 26 mai 1951 à Philadelphie au cours des Championnats IC4A, performance qu'il égale un an plus tard, le 28 juin 1952 à Los Angeles durant les sélections olympiques américaines. Des courses de 220 Verges en ligne droite sont disputés plus fréquemment aux États-Unis, mais les records établis ne donneront jamais lieu à une homologation par la Fédération internationale.
Le record du monde d'Andy Stanfield est égalé durant la saison 1956 par deux de ses compatriotes : Thane Baker tout d'abord, le 23 juin à Bakersfield en Californie au cours des Championnats de l'AAU, Bobby Joe Morrow ensuite, le 27 novembre lors de sa victoire en finale des Jeux olympiques de 1956, à Melbourne.
Trois autres athlètes égalent ce record du monde dans les années suivantes : l'Allemand Manfred Germar le 1er octobre 1958 à Wuppertal, et l'Américain Ray Norton par deux fois, le 19 mars 1960 lors d'une rencontre universitaire à Berkeley, dans une course disputée sur 220 yards, et une seconde fois le 30 avril 1960 à Philadelphie au cours des Penn Relays.
Le 28 mai 1960, à Wolverhampton lors des Championnats de Staffordshire County, le Britannique Peter Radford améliore d'un dixième de seconde le record du monde en étant chronométré à 20 s 5 au 200 m sur une course couru sur 220 yards. Le 16 avril 1960, à Abilene au Texas, l'Américain Charles Tidwell établit le temps de 20 s 2, toujours sur 220 yards, mais le record du monde n'est finalement pas homologué par les officiels après avoir constaté que la distance parcourue était d'1 s 50 ( ou 1m50 ? ) trop courte. Le 2 juillet 1960, à Stanford au cours des Sélections olympiques américaines, Ray Norton et son compatriote Stone Johnson réalisent lors d'une même course le temps de 20 s 5, égalant tous les deux le record mondial de Peter Radford. Le 3 septembre 1960, lors des Jeux olympiques de 1960, à Rome, l'Italien Livio Berruti égale à deux reprises le record du monde de 20 s 5, une première fois en demi-finale, puis de nouveau lors de sa victoire en finale,.

### Barrière des vingt secondes
| |  |  |
| Tommie Smith (à gauche) est le premier athlète à descendre sous les 20 secondes sur 200 m et détient le record du monde de 1968 à 1979. Don Quarrie (à droite) égale record du monde (temps manuels) de Smith à deux reprises. |  |  |

Le 23 juin 1962, à Walnut lors des Championnats de l'AAU, l'Américain Paul Drayton égale lui aussi le record du monde de 20 s 5 dans le cadre d'une course disputée sur 220 yards.
Le 23 mars 1963, lors d'une rencontre universitaire à Tempe en Arizona, l'Américain Henry Carr améliore de 2/10e de seconde le record du monde en établissant le temps de 20 s 3 sur 200 m dans une course disputée sur 220 yards. Le 4 avril 1964, de nouveau à Tempe, Henry Carr porte le record du monde à 20 s 2.
L'Américain Tommie Smith, qui vient d'établir quelques jours plus tôt à San José le temps de 19 s 5 sur 220 yards en ligne droite, établit le temps de 20 s 0 juste le 11 juin 1968 à Sacramento, sur 220 yards en virage, améliorant à cette occasion de 2/10e de seconde le record du monde d'Henry Carr.
Lors des sélections olympiques américaines de 1968, à Echo Summit en altitude, Tommie Smith est battu par son compatriote John Carlos — 19 s 9 pour Smith contre 19 s 7 pour Carlos — mais le record du monde n'est pas homologué car les deux athlètes portent des chaussures à pointes spéciales, interdites par le règlement. Le 16 octobre 1968, en finale des Jeux olympiques de Mexico, situé également en altitude, Tommie Smith devient le premier athlète à descendre sous les vingt secondes sur 200 m en remportant le titre olympique dans le temps officiel de 19 s 83, performance constituant à partir de 1977 le premier record du monde mesuré électroniquement.
Le Jamaïcain Don Quarrie égale à deux reprises les 19 s 8 de Tommie Smith, une première fois le 3 août 1971 au cours des Jeux panaméricains, à Cali en altitude, et une seconde fois le 7 juin 1975 à Eugene au cours du meeting de la Prefontaine Classic. Dans cet intervalle, deux athlètes se rapprochent du record du monde : le Soviétique Valeriy Borzov, qui remporte les Jeux olympiques de 1972 en 20 s 00, et l'Américain Steve Williams, qui réalise 19 s 9 en mai 1975.

### De Pietro Mennea à Michael Johnson
| |  |  |
| Pietro Mennea (à gauche) détient le record du monde du 200 m de 1979 à 1996. Michael Johnson (à droite) lui succède et détient le record de 1996 à 2008. |  |  |

Le 12 septembre 1979, lors de la finale du 200 m des Universiades d'été de Mexico, l'Italien Pietro Mennea, champion d'Europe l'année précédente, améliore de 11/100e de seconde le record du monde de Tommie Smith en le portant à 19 s 72 (+ 1,8 m/s).
L'américain Carl Lewis se rapproche à plusieurs reprises du record du monde de Pietro Mennea, réalisant notamment 19 s 75 le 19 juin 1983 à Indianapolis et 19 s 80 le 8 août 1984 à Los Angeles. Son compatriote Joe DeLoach établit la marque de 19 s 75 le 26 septembre 1988 lors de sa victoire aux Jeux olympiques de Séoul. Le 5 août 1992, l'autre américain Michael Marsh frôle le record du monde de l'Italien lors des demi-finales des Jeux de Barcelone en établissant le temps de 19 s 73.
Le record du monde de Pietro Mennea n'est finalement battu que dix-sept ans plus tard, le 19 juin 1996, au cours des sélections olympiques américaines d'Atlanta, par l'Américain Michael Johnson qui améliore de 6/100e de seconde le temps de l'Italien en 19 s 66 (+ 0,4 m/s). Un an plus tôt, le 11 août 1995 lors de sa victoire aux mondiaux de Göteborg, Johnson s'était approché de 7/100e de seconde de la marque de Mennea en courant en 19 s 79.
Le 1er août 1996, en finale des Jeux olympiques, toujours à Atlanta, Michael Johnson bat de 34/100e de seconde son propre record du monde en établissant le temps de 19 s 32. Il effectue son premier 100 m en 10 s 12 et son second 100 m en 9 s 20. Il est à noter qu'à cette date, le record du monde du 100 m, de Donovan Bailey, étant de 9 s 84 (36,58 km/h), Michael Johnson est officiellement l'homme le plus rapide au monde (37,27 km/h), malgré la croyance populaire qui attache ce titre au détenteur du record du monde du 100 m. Il faudra attendre le record d'Usain Bolt en 9 s 58 (37,58 km/h) à Berlin en 2009 pour que cette croyance redevienne vraie.

### Usain Bolt depuis 2008

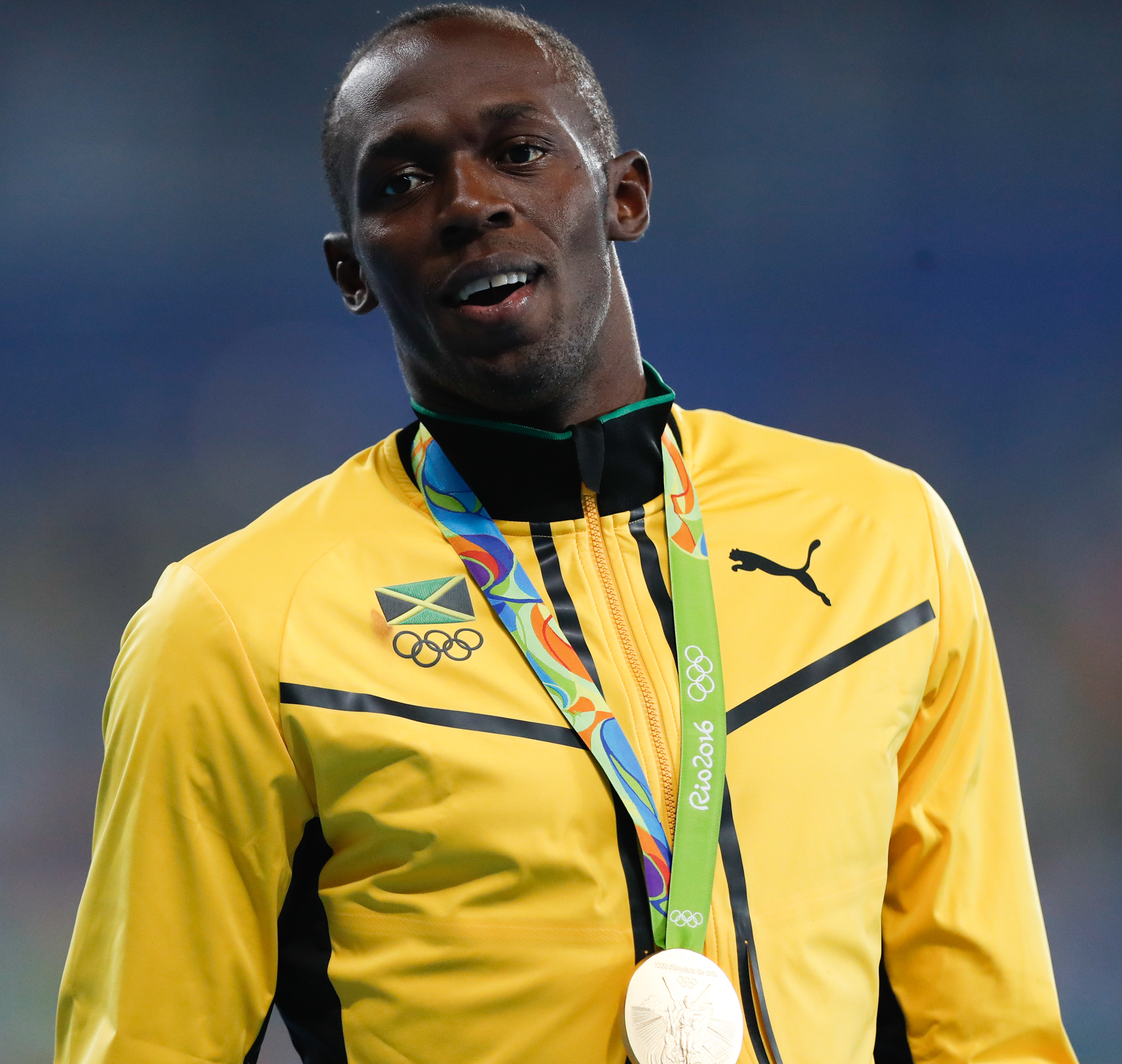
Usain Bolt détient le record du monde du 200 m en.

Le 20 août 2008 lors des Jeux olympiques de Pékin, et quatre jours après avoir établi un nouveau record du monde sur 100 m, le Jamaïcain Usain Bolt bat le record du monde du 200 m en établissant en finale le temps de 19 s 30, et ce malgré un vent défavorable de 0,9 m/s. Il abaisse de deux centièmes de secondes le temps de Michael Johnson établi 12 ans plus tôt, également en finale olympique.
Le 20 août 2009, lors des championnats du monde de Berlin, un an jour pour jour après sa performance de Pékin, Usain Bolt améliore de 11/100e de seconde son propre record du monde en établissant le temps de 19 s 19 (- 0,3 m/s). Le Jamaïcain réalise le meilleur départ de sa carrière avec un temps de réaction de 0 s 133, il franchit les premiers 100 mètres en 9 s 92 et possède une dizaine de mètres d'avance sur ses adversaires à l'entrée dans la ligne droite. Il effectue sa deuxième partie en 9 s 27 et l'emporte en 19 s 19 dans une course très rapide où 4 athlètes passent sous les 19 s 90 et 5 sous les 20 secondes. Le détail par intervalle de course du record du monde d'Usain Bolt est le suivant :
| Vent      | Réaction | 100 m  | 200 m   | 0–50 m | 50–100 m | 100–150 m | 150–200 m |
| --------- | -------- | ------ | ------- | ------ | -------- | --------- | --------- |
| - 0,3 m/s | 0 s 133  | 9 s 92 | 19 s 19 | 5 s 60 | 4 s 32   | 4 s 52    | 4 s 75    |

Depuis 2009, plusieurs athlètes se sont rapprochés de ce record en descendant sous les 19 s 40 : Usain Bolt (19 s 32 le 9 août 2012 à Londres au cours des Jeux olympiques), son compatriote Yohan Blake (19 s 26 le 16 septembre 2011 à Bruxelles), et l'Américain Noah Lyles (19 s 31 le 21 juillet 2022 à Eugene au cours des championnats du monde).

### Progression
24 records du monde masculins ont été homologués par World Athletics.

#### Chronométrage manuel
| Temps   | Temps | Vent (m/s) | Athlète          | Lieu          | Circonstance                      | Date             |
| ------- | ----- | ---------- | ---------------- | ------------- | --------------------------------- | ---------------- |
| 20 s 6  | y     |            | Andy Stanfield   | Philadelphie  | Championnats IC4A                 | 26 mai 1951      |
| 20 s 6  |       |            | Andy Stanfield   | Los Angeles   | Sélections olympiques américaines | 28 juin 1952     |
| 20 s 6  |       | 0,0        | Thane Baker      | Bakersfield   | Championnats AAU                  | 23 juin 1956     |
| 20 s 6  |       |            | Bobby Joe Morrow | Melbourne     | Jeux olympiques                   | 27 novembre 1956 |
| 20 s 6  |       |            | Manfred Germar   | Wuppertal     |                                   | 1er octobre 1958 |
| 20 s 6  | y     | -1,6       | Ray Norton       | Berkeley      | Rencontre universitaire           | 19 mars 1960     |
| 20 s 6  |       |            | Ray Norton       | Philadelphie  | Penn Relays                       | 30 avril 1960    |
| 20 s 5  | y     |            | Peter Radford    | Wolverhampton | Championnats Staffordshire County | 28 mai 1960      |
| 20 s 5  |       | 0,0        | Stone Johnson    | Stanford      | Sélections olympiques américaines | 2 juillet 1960   |
| 20 s 5  |       | 0,0        | Ray Norton       | Stanford      | Sélections olympiques américaines | 2 juillet 1960   |
| 20 s 5  |       |            | Livio Berruti    | Rome          | Jeux olympiques                   | 3 septembre 1960 |
| 20 s 5  |       |            | Livio Berruti    | Rome          | Jeux olympiques                   | 3 septembre 1960 |
| 20 s 5  | y     | -1,1       | Paul Drayton     | Walnut        | Championnats de l'AAU             | 23 juin 1962     |
| 20 s 3  | y     | -0,1       | Henry Carr       | Tempe         | Rencontre universitaire           | 23 mars 1963     |
| 20 s 2  | y     | +0,5       | Henry Carr       | Tempe         |                                   | 4 avril 1964     |
| 20 s 0  | y     | 0,0        | Tommie Smith     | Sacramento    | Pacific Association AAU           | 11 juin 1966     |
| 19 s 8  | A     | +0,9       | Tommie Smith     | Mexico        | Jeux olympiques                   | 16 octobre 1968  |
| 19 s 8  | A     | +0,9       | Don Quarrie      | Cali          | Jeux panaméricains                | 3 août 1971      |
| 19 s 8+ |       | +1,3       | Don Quarrie      | Eugene        | Prefontaine Classic               | 7 juin 1975      |

#### Chronométrage électronique
À partir du 1er janvier 1977, l'IAAF ne valide que les records du monde établis à l'aide du chronométrage électronique. La performance de 19 s 83 établit par Tommie Smith le 16 octobre 1968 à Mexico constitue néanmoins la première mesure homologuée.
| Temps   | Temps | Vent (m/s) | Athlète         | Lieu    | Circonstance                      | Date              |
| ------- | ----- | ---------- | --------------- | ------- | --------------------------------- | ----------------- |
| 19 s 83 | A     | +0,9       | Tommie Smith    | Mexico  | Jeux olympiques                   | 16 octobre 1968   |
| 19 s 72 | A     | +1,8       | Pietro Mennea   | Mexico  | Universiades d'été                | 12 septembre 1979 |
| 19 s 66 |       | +0,4       | Michael Johnson | Atlanta | Sélections olympiques américaines | 19 juin 1996      |
| 19 s 32 |       | +0,4       | Michael Johnson | Atlanta | Jeux olympiques                   | 1er août 1996     |
| 19 s 30 |       | -0,9       | Usain Bolt      | Pékin   | Jeux olympiques                   | 20 août 2008      |
| 19 s 19 |       | -0,3       | Usain Bolt      | Berlin  | Championnats du monde             | 20 août 2009      |

## Record du monde féminin

### Premiers records
Le premier record du monde féminin du 200 mètres homologué par l'IAAF est celui de la Britannique Alice Cast avec le temps de 27 s 8, établi le 20 avril 1922 à Paris. Ce record est amélioré par deux de ses compatriotes durant les années 1920 : par Mary Lines qui établit le temps de 26 s 8 sur 220 yards le 23 septembre 1922 à Waddon, puis par Eileen Edwards qui l'améliore à trois reprises en réalisant successivement 26 s 2 le 20 août 1924, 26 s 0 le 3 octobre 1926 et  25 s 4 le 12 juin 1927, performance qu'égale la Néerlandaise Tollien Schuurman, le 13 août 1933, à Bruxelles.
Le 4 août 1935, la Polonaise Stanisława Walasiewicz améliore de plus de deux secondes le record du monde en établissant le temps de 23 s 6 à Varsovie.
Le record du monde de Stanisława Walasiewicz n'est amélioré que dix-sept ans plus tard, le 25 juillet 1952 au cours des Jeux olympiques de 1952, à Helsinki, par l'Australienne Marjorie Jackson qui réalise le temps de 23 s 4 en demi-finale après avoir égalé le record de 23 s 6 de la Polonaise lors des séries.
Le 16 septembre 1956, à Sydney, l'autre australienne Betty Cuthbert, âgée de dix-huit ans seulement, porte le record mondial à 23 s 2, avant de l'égaler le 7 mars 1960 à Hobart, sur 220 yards.

### Sous les 23 secondes
| |  |  |
| Wilma Rudolph (à gauche) est la première athlète à descendre sous les 23 secondes sur 200 m. Irena Szewińska (à droite) est la première détentrice du record du monde au chronométrage électronique. |  |  |

Le 9 juillet 1960 à Corpus Christi, l'Américaine Wilma Rudolph, qui deviendra championne olympique du 200 m quelques semaines plus tard aux Jeux de Rome, devient la première athlète féminine à descendre officiellement sous les vingt-trois secondes en établissant la marque de 22 s 9.
Le record de Rudolph est égalé par l'Australienne Margaret Burvill, sur 220 yards, le 22 février 1964 à Perth.
Le 8 août 1965, à Varsovie, la Polonaise Irena Szewińska, sous son nom de jeune fille Irena Kirszenstein, retranche 2/10e de seconde au record du monde co-détenu par Wilma Rudolph et Margaret Burvill en le portant à 22 s 7.
Elle l'améliore de 2/10e de seconde son propre record du monde, le 18 octobre 1968 à l'occasion de sa victoire aux Jeux olympiques de 1968, à Mexico en altitude, en 22 s 5 avec un vent favorable de 2 m/s.
Le 12 juillet 1970, à Munich, la Taïwanaise Chi Cheng porte le record du monde du 200 m à 22 s 4.
Le 7 septembre 1972 à Munich en finale des Jeux olympiques l'Est-allemande Renate Stecher égale le record du monde de 22 s 4 de Chi Cheng. Elle améliore ce record d'un dixième de seconde le 21 juillet 1973 à Dresde.
Le 13 juin 1974 à Potsdam, la Polonaise Irena Szewińska égale le record de Renate Stecher de 22 s 1 (+ 1,9 m/s), le temps au centième de seconde de 22 s 21 constitue le premier record du monde mesuré électroniquement.

### Sous les 22 secondes
| |  |  |
| Marita Koch (à gauche) est la première athlète à couvrir un 200 m en moins de 22 secondes. Florence Griffith-Joyner (à droite) est l'actuelle détentrice du record du monde du 200 m.. |  |  |

L'Est-allemande Marita Koch améliore de 15/100e le record du monde du 200 m d'Irena Szewińska en parcourant la distance en 22 s 06 le 28 mai 1978 à Erfurt, record qu'elle porte à 22 s 02 le 3 juin 1979 à Leipzig, puis à 21 s 71 le 10 juin 1979 à Chemnitz, retranchant près de 3/10e de seconde à son propre record du monde, et devenant officiellement la première athlète féminine à descendre sous les vingt-deux secondes,.
Marita Koch égale son propre record du monde de 21 s 71 le 21 juillet 1984 à Potsdam, tout comme sa compatriote Heike Drechsler qui réalise à deux reprises lors de la saison 1986 le temps de 21 s 71, une première fois le 29 juin à Iéna, et une seconde fois le 29 août à Stuttgart en finale des championnats d'Europe.
Le 29 septembre 1988, lors des Jeux olympiques de Séoul, l'Américaine Florence Griffith-Joyner, déjà détentrice du record du monde du 100 m, établit le nouveau record mondial du 200 m en remportant sa demi-finale dans le temps de 21 s 56 (+ 1,7 m/s). Plus tard dans la soirée, lors de la finale, elle améliore ce record de 22/100e en devenant championne olympique en 21 s 34 (+ 1,3 m/s).
Le 21 juillet 2022, en finale des championnats du monde à Eugene, la Jamaïcaine Shericka Jackson réalise la deuxième performance mondiale de tous les temps en 21 s 45, à 11/100e de seconde du record du monde de Florence Griffith-Joyner.

### Progression
28 records du monde féminins ont été homologués par la FSFI et World Athletics.

#### Chronométrage manuel
| Temps                | Temps | Vent (m/s) | Athlète                | Lieu           | Circonstance    | Date              |
| -------------------- | ----- | ---------- | ---------------------- | -------------- | --------------- | ----------------- |
| Chronométrage manuel |       |            |                        |                |                 |                   |
| 27 s 8+              |       |            | Alice Cast             | Paris          |                 | 20 avril 1922     |
| 26 s 8               | y     |            | Mary Lines             | Waddon         |                 | 23 septembre 1922 |
| 26 s 2               | y     |            | Eileen Edwards         | Londres        |                 | 20 août 1924      |
| 26 s 0               |       |            | Eileen Edwards         | Paris          |                 | 3 octobre 1926    |
| 25 s 4               |       |            | Eileen Edwards         | Berlin         |                 | 12 juin 1927      |
| 25 s 4               |       |            | Tollien Schuurman      | Bruxelles      |                 | 13 août 1933      |
| 23 s 6               |       |            | Stanisława Walasiewicz | Varsovie       |                 | 4 août 1935       |
| 23 s 6               |       |            | Marjorie Jackson       | Helsinki       | Jeux olympiques | 25 juillet 1952   |
| 23 s 4               |       |            | Marjorie Jackson       | Helsinki       | Jeux olympiques | 25 juillet 1952   |
| 23 s 2               |       |            | Betty Cuthbert         | Sydney         |                 | 16 septembre 1956 |
| 23 s 2               | y     |            | Betty Cuthbert         | Hobart         |                 | 7 mars 1960       |
| 22 s 9               |       | +1,4       | Wilma Rudolph          | Corpus Christi |                 | 9 juillet 1960    |
| 22 s 9               | y     | 0,0        | Margaret Burvill       | Perth          |                 | 22 février 1964   |
| 22 s 7               |       | +0,8       | Irena Szewińska        | Varsovie       |                 | 8 août 1965       |
| 22 s 5               |       | +2,0       | Irena Szewińska        | Mexico         | Jeux olympiques | 18 octobre 1968   |
| 22 s 4               |       | +0,8       | Chi Cheng              | Munich         |                 | 12 juillet 1970   |
| 22 s 4               |       | +1,1       | Renate Stecher         | Munich         | Jeux olympiques | 7 septembre 1972  |
| 22 s 1               |       | +1,6       | Renate Stecher         | Dresde         |                 | 21 juillet 1973   |
| 22 s 1               |       | +1,9       | Irena Szewińska        | Potsdam        |                 | 13 juin 1974      |

#### Chronométrage électronique
| Temps   | Vent (m/s) | Athlète                  | Lieu      | Circonstance                      | Date              |
| ------- | ---------- | ------------------------ | --------- | --------------------------------- | ----------------- |
| 22 s 21 | +1,9       | Irena Szewińska          | Potsdam   |                                   | 13 juin 1974      |
| 22 s 06 | +1,2       | Marita Koch              | Erfurt    | Coupe d'Allemagne de l'Est        | 28 mai 1978       |
| 22 s 02 | -1,4       | Marita Koch              | Leipzig   |                                   | 3 juin 1979       |
| 21 s 71 | +0,7       | Marita Koch              | Chemnitz  | Match Canada-Allemagne de l'Est   | 10 juin 1979      |
| 21 s 71 | +0,3       | Marita Koch              | Potsdam   | Journée olympique                 | 21 juillet 1984   |
| 21 s 71 | +1,9       | Heike Drechsler          | Iéna      | Championnats d'Allemagne de l'Est | 29 juin 1986      |
| 21 s 71 | -0,8       | Heike Drechsler          | Stuttgart | Championnats d'Europe             | 29 août 1986      |
| 21 s 56 | +1,7       | Florence Griffith-Joyner | Séoul     | Jeux olympiques                   | 29 septembre 1988 |
| 21 s 34 | +1,3       | Florence Griffith-Joyner | Séoul     | Jeux olympiques                   | 29 septembre 1988 |

## Records du monde sur piste courte
À partir du 1er janvier 2024, World Athletics introduit le nouveau terme « piste courte » (« short track » en anglais) en remplacement du terme « en salle » (« indoor ») pour décrire les compétitions et les performances dont les courses se déroulent sur une piste de 200 m, traditionnellement dans une salle mais également en extérieur.

### Hommes
3 records du monde en salle masculin du 200 m ont été homologués par l'IAAF.
| Temps   | Athlète          | Date            | Lieu   |
| ------- | ---------------- | --------------- | ------ |
| 20 s 36 | Bruno Marie-Rose | 22 février 1987 | Liévin |
| 20 s 25 | Linford Christie | 19 février 1995 | Liévin |
| 19 s 92 | Frank Fredericks | 18 février 1996 | Liévin |

### Femmes
4 records du monde en salle féminin du 200 m ont été homologués par l'IAAF.
| Temps   | Athlète         | Date            | Lieu         |
| ------- | --------------- | --------------- | ------------ |
| 22 s 27 | Heike Drechsler | 7 mars 1987     | Indianapolis |
| 22 s 24 | Merlene Ottey   | 3 mars 1991     | Sindelfingen |
| 22 s 24 | Merlene Ottey   | 10 mars 1991    | Séville      |
| 21 s 87 | Merlene Ottey   | 13 février 1993 | Liévin       |

## Autres catégories d'âge
Les records du monde juniors du 200 m sont actuellement détenus par l'Américain Erriyon Knighton, auteur de 19 s 69 le 26 juin 2022 à Eugene lors des sélections olympiques américaines, et par la Namibienne Christine Mboma, créditée de 21 s 81 le 3 août 2021 à Tokyo en finale des Jeux olympiques. Les records du monde juniors en salle sont détenus par les Américains Walter Dix chez les hommes en 20 s 37 (2005) et Bianca Knight chez les femmes en 22 s 40 (2008).
Les meilleures performances mondiales cadets sont la propriété de Erriyon Knighton (19 s 84 le 27 juin 2021 à Eugene) et de l'Américaine Candace Hill (22 s 43 le 19 juillet 2015 à Cali).
| Record                               | Athlète          | Temps   | Date         | Lieu         |
| ------------------------------------ | ---------------- | ------- | ------------ | ------------ |
| Record du monde junior               | Erriyon Knighton | 19 s 69 | 26 juin 2022 | Eugene       |
| Record du monde junior en salle      | Walter Dix       | 20 s 37 | 11 mars 2005 | Fayetteville |
| Meilleure performance mondiale cadet | Erriyon Knighton | 19 s 84 | 27 juin 2021 | Eugene       |

| Record                               | Athlète         | Temps   | Date            | Lieu         |
| ------------------------------------ | --------------- | ------- | --------------- | ------------ |
| Record du monde junior               | Christine Mboma | 21 s 81 | 3 août 2021     | Tokyo        |
| Record du monde junior en salle      | Bianca Knight   | 22 s 40 | 14 mars 2008    | Fayetteville |
| Meilleure performance mondiale cadet | Candace Hill    | 22 s 43 | 19 juillet 2015 | Cali         |